# Płomiany
Płomiany – wieś w Polsce położona w województwie kujawsko-pomorskim, w powiecie lipnowskim, w gminie Dobrzyń nad Wisłą.

## Podział administracyjny
W latach 1975–1998 miejscowość administracyjnie należała do województwa włocławskiego.

## Demografia
Według Narodowego Spisu Powszechnego (III 2011 r.) wieś liczyła 372 mieszkańców. Jest piątą co do wielkości miejscowością gminy Dobrzyń nad Wisłą.

## Obiekty zabytkowe
Od ponad 100 lat w Płomianach istnieje dworek, w którym do 2007 roku funkcjonowała szkoła podstawowa.